# Ácido isovalérico
El ácido 3-metilbutanoico, también conocido como ácido isovalérico, es un compuesto orgánico con la fórmula (CH3)2CHCH2CO2H.  Es a veces clasificado como ácido graso. Es un  líquido incoloro el cual es ligeramente soluble en agua, pero altamente soluble en los disolventes orgánicos más comunes.  El compuesto se encuentra naturalmente, incluyendo en aceites esenciales.
El ácido isovalérico tiene un fuerte olor a queso acre o a sudor, pero sus ésteres volátiles tienen aromas agradables y se usan ampliamente en perfumería. Se ha propuesto que es el agente anticonvulsivo en valeriana. Es un componente importante de la causa del mal olor de los pies, ya que es producido por las bacterias de la piel que metabolizan la leucina.
El ácido isovalérico se considera la causa principal de los sabores agregados al vino causados por las levaduras Brettanomyces. Otros compuestos producidos por las levaduras Brettanomyces incluyen 4-etilfenol, 4-vinilfenol y 4-etilguaiacol. Un exceso de ácido isovalérico en el vino es generalmente visto como un defecto, ya que puede oler sudoroso, correoso o como un corral, pero en pequeñas cantidades puede oler a humo, picante o medicinal. Estos fenómenos se pueden prevenir matando cualquier levadura de Brettanomyces, por ejemplo mediante filtración estéril, mediante la adición de cantidades relativamente grandes de dióxido de azufre y, a veces, ácido sórbico, mezclando en alcohol para dar un vino fortificado con suficiente fuerza para matar todas las levaduras y bacterias, o por pasteurización. El ácido isovalérico también se puede encontrar en la cerveza y, a excepción de algunas cervezas de estilo inglés, generalmente se considera un defecto. Puede ser producido por la oxidación de resinas de lúpulo, o por las levaduras Brettanomyces presentes.

## Usos
El ácido isovalérico se ha utilizado para sintetizar el ácido β-hidroxiisovalérico, también conocido como ácido β-hidroxi β-metilbutírico, a través de la oxidación microbiana del hongo Galactomyces reessii.
| Acetona 4-Hidroxi-4-metilbutan-2-ona ácido β-hidroxi β-metilbutírico ácido β-metilbutírico Síntesis de β-hidroxi-β-metilbutírico |